# Georges Wolinski
Georges Wolinski (Túnez, 28 de junio de 1934 - París, 7 de enero de 2015) fue un periodista y un humorista gráfico francés.
Durante sus actividades profesionales, colaboró con la revista Hara-Kiri (versiones semanal y mensual), así como con las publicaciones periódicas Action, Paris-Presse, Charlie Hebdo, L'Humanité, Le Nouvel Observateur, y Paris Match. Fue rédacteur en chef de Charlie Mensuel, y presidente del premio al dibujo gráfico de Point.

## Comienzos y desarrollo profesional
Nació de madre judía franco-italiana y de padre judío polaco, que en su momento estuvo ligado a una empresa de artesanía en hierro en Túnez. Fue criado por sus abuelos maternos, pues su padre murió cuando tenía solamente 2 años y su madre ya con tuberculosis había sido enviada a un sanatorio en Francia. 
Volvió a ver a su madre cuando estaba curada, él ya tenía 13 años de edad y ella ya se había vuelto a casar. En el liceo de Briançon, conoció a su primera esposa Jacqueline, con quien se casó en 1961, y con la que tuvo dos hijas (ésta esposa murió en 1966 en Francia a consecuencia de un accidente de automóvil, cuando ella conducía y trató de evitar a un perro). 
Primero trabajó en la empresa de tejidos de su suegro en Fontenay-sous-Bois, y luego publicó sus primeros dibujos en la revista Rustica en el año 1958. Después de haber enviado sus dibujos a François Cavanna, en 1960 entró en la plantilla de Hara-Kiri, y en 1968 en Le Journal du dimanche, lugar este último en que trabajó, donde encontró a su segunda esposa Maryse. Fue redactor en jefe de Charlie Hebdo de 1970 a 1981.
Wolinski al principio ensayó estilos muy diferentes, para luego consolidarse en un grafismo similar en ciertos aspectos al de Copi. Rápidamente, adquirió la habilidad específica de un creador que sabe poner el acento en la expresividad de sus personajes. Los sucesos de Mayo de 1968 en Francia, con protestas estudiantiles en las calles, donde estudiantes de izquierda se oponían a una sociedad de consumo, impulsaron la aparición de sus dibujos en la revista Action, en donde publicó regularmente, y de un momento a otro se hizo conocido. Sus personajes típicos gustaron, y fueron requeridos para varias importantes campañas de publicidad de Francia:
- Immeuble « Le Broca », París.
- IBM (Wolinski dibujó a uno de sus personajes lanzando sus papeles a una computadora, a la vez que le decía : « ¡ Toma, tú puedes hacerlo ! »).
- Mars Incorporated (productos de chocolate).
- Rizla, papel de cigarrillos (una jovencita sale de un paquete declarando "estoy en los papelitos de Rizla"; una atractiva y joven mujer se viste con hojillas de papel, etc).[5]

Estos trabajos publicitarios le fueron reprochados a Wolinski por sus colegas puristas de izquierda. De todas maneras, corresponde dejar constancia que el periodista aceptaba este tipo de trabajos a cuenta gotas, prefiriendo los que le permitían desarrollar creaciones publicitarias, que en algún sentido lo inspiraban a dibujar sobre diferentes temas de actualidad y temas políticos.
Georges Wolinski murió el 7 de enero de 2015, asesinado en la sede del periódico Charlie Hebdo en París.

## Carrera
L'Enragé

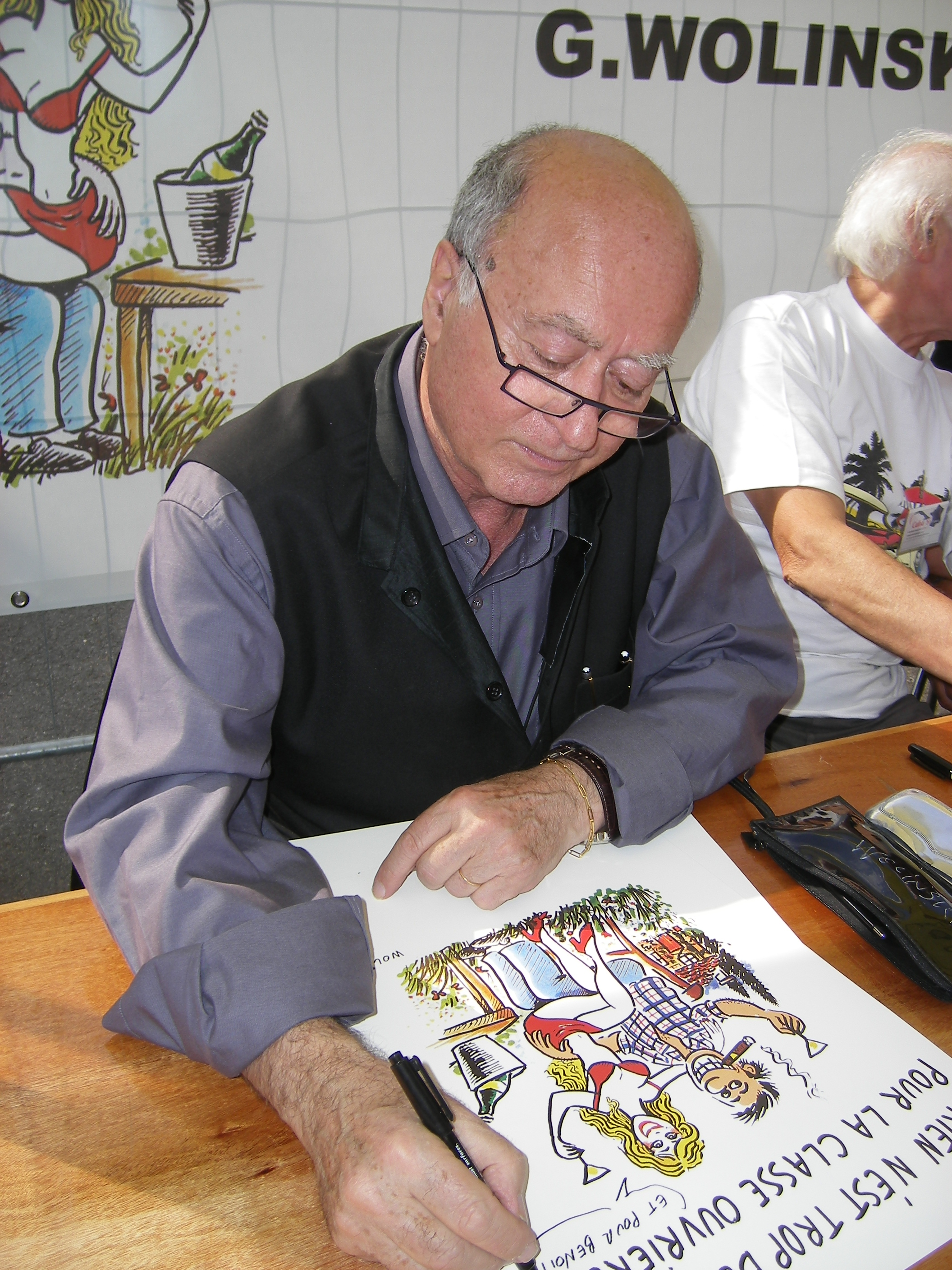
Georges Wolinski en 2007.

Durante los sucesos de mayo del 68, Wolinski —que había comenzado a trabajar en Action— fundó con Siné (Maurice Sinet) el periódico L’Enragé, en donde sus dibujos adoptaron una coloración política. Esta publicación pronto dejó de editarse, pero el perfil futuro del periodista se afirmó, y se trasladó a Hara-Kiri Hebdo y luego a Charlie Hebdo.
France Soir
Después de su experiencia en Action, Wolinski fue requerido para producir una página contestataria en el diario France-Soir de Pierre Lazareff, donde adquirió el hábito «no solamente de criticar y poner en duda los valores sociales, sino también la propia dirección de la publicación» (como él mismo lo expresó). Esta colaboración se interrumpió muy pronto .
Charlie Hebdo
Fue en Hara-Kiri hebdo que luego pasó a ser Charlie Hebdo, donde Wolinski logró su pleno desarrollo profesional, dibujando de manera prácticamente semanal dos personajes iniciados en Action y siempre presentados de manera humorística: un gordito seguro de sí mismo y dominador, y un flaco de apariencia tímida. En muchos casos imperturbablemente comenzaba por un « Monsieur », que se adivinaba pronunciado con énfasis, las tiras cómicas del artista tenían ese aire de bravura típico del estilo wolinskiano :

« Monsieur, je suis pour la liberté de la presse à condition que la presse n’en profite pas pour dire n’importe quoi ! »
Traducción al español: « ¡Señor, estoy a favor de la libertad de prensa, a condición de que la prensa no se proveche de ello para decir cualquier cosa!»

« Monsieur, il y a des moments où je me demande si ça valait la peine de gagner la guerre contre un homme qui nous aurait débarrassés du communisme. »
Traducción al español: « Señor, hay momentos en que me pregunto si valió la pena ganar la guerra contra un hombre que nos habría podido librar del comunismo. »

« Le socialisme, c’est comme la marijuana : c’est peut-être inoffensif, mais ça peut conduire à des drogues plus dures comme le communisme. »
Traducción al español: « El socialismo es como la marihuana: puede que sea inofensivo, pero puede llevar a drogas más duras como el comunismo. »

En un inicio, esta tira cómica semanal se llamaba « L’évolution de la situation », e influyó en varias revistas teatrales de Claude Confortès, todas ellas llamadas « Le roi des cons ». Esta expresión roi des cons fue un acierto de Wolinski (ciertamente y antes que él, la expresión tenía un uso corriente, pero a nadie se le había ocurrido asociar esto con un personaje y una cara, y menos aún con una específica vestimenta ; el dibujante supo acertar con un personaje que lucía un peinado especial adornado con una corona, y que estaba vestido con un abrigo de armiño). Este personaje apareció por primera vez cuando el Shah de Irán organizaba fiestas inmensas para conmemorar los « 2500 años de monarquía ininterrumpida » en Persépolis (solamente la monarquía de Etiopía encarnada en la época por Haïlé Sélassié podía vanagloriarse de superarla). Casi todos los jefes de Estado fueron invitados a este evento, pero muchos dudaban en asistir en razón del carácter poco democrático del país convocante (Pompidou zafará enviando a su primer ministro Jacques Chaban-Delmas). Pero de un solo golpe, un dibujo alivió la tensión, provocando la hilaridad general, pues se titulaba : "Le Shah au roi des cons : « Vous avez bien fait de venir »" (en español: "el Shah al rey de gilipollas: « usted hizo bien de venir »").
L’Humanité
El director del periódico L'Humanité, Roland Leroy, que apreciaba el humor de Wolinski, le propuso ser el dibujante oficial del diario, garantizándole que podría « y caracoler en toute liberté ». Au grand désespoir de François Cavanna, Wolinski accepte en donnant comme excuse que « ça l’amuse d’être honnête ». Mais il ne donne plus à ses dessins le caractère militant et parfois agressif qu’ils avaient dans Action, et opte au contraire pour un style bon enfant où il se moque presque de lui-même et où percent parfois des allusions au style du dessinateur du Monde à l’époque, qui se nomme alors Konk. Bien que dénués de ce côté grinçant qui était sa marque de fabrique, ses dessins de l’époque ne perdent rien de leur drôlerie ; et puis la collaboration avec Charlie Hebdo et Hara-Kiri continue pour ce genre de dessins-là.

## París Match
Wolinski llegará a una etapa final de su carrera, convirtiéndose también un dibujante en Paris-Match : su modo de disputa terminó siendo parte del paisaje francés.
Wolinski fue también autor de cómics. Él era el autor de la serie Paulette, diseñada por Georges Pichard.

## Premios
- 1998, Premio Gato Perich.[6]
- 2005, recibió la Legión de Honor
- 2005, durante el Festival Internacional de la Historieta de Angulema, Wolinski recibió el Gran Premio de la Ville d' Angoulême.

## Muerte
En la mañana del 7 de enero de 2015 a los 80 años, Georges Wolinski fue asesinado por terroristas islámicos, durante el atentado contra el semanario francés Charlie Hebdo.

## Álbumes
- Histoires lamentables, 1965
- Ils ne pensent qu'à ça, 1967
- Je ne veux pas mourir idiot, 1968
- Hit parade, 1969
- Je ne pense qu'à ça ! (3 tomes, 1969 à 1972)
- Il n'y a pas que la politique dans la vie... (1970)
- La Vie compliquée de Georges le tueur (1970)
- Paulette (sept tomes, 1971 à 1984 ; dessin de Georges Pichard)
- On ne connait pas notre bonheur (1972)
- C'est pas normal (1973
- Il ne faut pas rêver (1974)
- Les Français me font rire (1975)
- Giscard n'est pas drôle (1976)
- C'est dur d'être patron (1977)
- Cactus Joe (1977)
- Wolinski dans l'Huma (3 tomes, 1977 à 1980)
- Dessins dans l'air (1979)
- J'étais un sale phallocrate (1979)
- Mon corps est à elles (1979)
- La Reine des pommes (1979 ; d'après le roman de Chester Himes)
- Dessins dans l’air (1979)
- À bas l'amour copain ! (1980)
- Ah, la crise ! (1981)
- Carnets de croquis 1965-1966 (1981)
- Les Pensées (1981)
- La Divine sieste de papa (2 albums, 1981 et 1987, scénario avec Maryse Wolinski)
- Les Romans photos du professeur Choron (1981, co-scénariste uniquement)
- Tout est politique (1981)
- À gauche, toute ! (1982)
- La Bague au doigt (1982)
- ’Junior (1983)
- Aïe ! (1984)
- On a gagné! (1985)
- Tu m'aimes? (1985)
- Je cohabite ! (1986)
- Le Programme de la Droite (1986)
- Bonne Année (1987)
- Gaston la bite (1987)
- Il n'y a plus d'hommes ! (1988)
- Plus on en parle ...  (1989)
- Tout va trop vite! (1990)
- Elles ne pensent qu'à ça ! (1991)
- J’hallucine ! (1981)
- Les Socialos (1991)
- Vous en êtes encore là, vous ? (1992)
- La Morale (1992)
- Le Bal des ringards (1993)
- Dis-moi que tu m'aimes !  (1993)
- Les Cocos (1994)
- Enfin, des vrais hommes ! (1994)
- Scoopette (1994)
- Il n'y a plus de valeurs ! (1995)
- Nous sommes en train de nous en sortir (1995)
- Sacré Mitterrand!  (1996)
- Sexuellement correct !  (1996)
- Viva Chiapas (1996)
- Cause toujours!  (1997)
- Fais-moi plaisir (1997)
- Monsieur Paul à Cuba (1998)
- Trop beau pour être vrai !  (1998)
- Pauvres chéries ! (1999)
- Sales gosses (1999)
- Brèves sucrées et salées de salons de thé (2000)
- Salut les filles ! (2000)
- Mes aveux (2000)
- Le Sens de l'humour (2000)
- Je montre tout ! (2001)
- Pauvres mecs !  (2001)
- Tout est bon dans l'homme (2001)
- Les Droits de la femme (et de l’homme)  (2002)
- Le Meilleur de Wolinski (2002)
- Les Secrets d'un couple heureux (2003)
- Demain, il fera jour (2004)
- Une vie compliquée (2004)
- C'est la faute à la société (2006)
- Carnets de voyage (2006)
- La Success story du président (2006)
- Bonne fête Nicolas (2007)
- Merci Hannukah Harry (2007 ; scénario : Pierre-Philippe Barkats)
- La France se tâte (2008)
- Les Femmes sont des hommes comme les autres (2009)
- Pitié pour Wolinski (2010)
- La Sexualité des français (2010)
- Vive la france ! (2013)
- Les Village des femmes (2014)
- Le roi des conset